# Ocellularia ecolumellata
Ocellularia ecolumellata är en lavart som beskrevs av Armin Mangold. 
Ocellularia ecolumellata ingår i släktet Ocellularia och familjen Graphidaceae. Inga underarter finns listade i Catalogue of Life.